# حق العودة الفلسطيني
حق العودة هو حق الفلسطيني الذي خرج من موطنه لأي سبب عام 1948 أو في أي وقت بعد ذلك، في العودة إلى الديار أو الأرض أو البيت الذي كان يعيش فيه حياة اعتيادية قبل 1948، وهذا الحق ينطبق على كل فلسطيني سواء كان رجلاً أو امرأة، وينطبق كذلك على ذرية أي منهما مهما بلغ عددها وأماكن تواجدها ومكان ولادتها وظروفها السياسية والاجتماعية والاقتصادية.
ينطبق حق العودة على كل مواطن فلسطيني طبيعي سواء ملك أرضاً أم لم يملك لأن إخراج اللاجئ أو مغادرته موطنه حرمته من جنسيته الفلسطينية وحقه في المواطنة، ولذلك فإن حقه في العودة مرتبط أيضاً بحقه في الهوية التي فقدها وانتمائه إلى الوطن الذي حرم منه.

## حق العودة غير قابل للتصرف
حق العودة حق غير قابل للتصرف، مستمد من القانون الدولي المعترف به عالمياً. فحق العودة مكفول بمواد الميثاق العالمي لحقوق الإنسان الذي صدر في 10 ديسمبر 1948، إذ تنص الفقرة الثانية من المادة 13 على الآتي:
لكل فرد حق مغادرة أي بلد، بما في ذلك بلده وفي العودة إلى بلده؟
وقد تكرر هذا في المواثيق الإقليمية لحقوق الإنسان مثل الأوروبية والأمريكية والإفريقية والعربية، وفي اليوم التالي لصدور الميثاق العالمي لحقوق الإنسان أي في 11 ديسمبر 1948 صدر القرار الشهير رقم 194 من الجمعية العامة للأمم المتحدة الذي يقضي بحق اللاجئين الفلسطينيين في العودة والتعويض (وليس: أو التعويض) وأصر المجتمع الدولي على تأكيد قرار 194 منذ عام 1948 أكثر من 135 مرة ولم تعارضه إلا (إسرائيل) وبعد اتفاقية أوسلو عارضته أمريكا.
حق العودة أيضاً تابع من حرمة الملكية الخاصة التي لا تزول بالاحتلال أو بتغيير السيادة على البلاد. وهو حق لا يسقط بالتقادم، أي بمرور الزمن، مهما طالت المدة التي حرم فيها الفلسطينيون من العودة إلى ديارهم،
الحق غير القابل للتصرف هو من الحقوق الثابتة الراسخة، مثل باقي حقوق الإنسان لا تنقضي بمرور الزمن، ولا تخضع للمفاوضة أو التنازل، ولا تسقط أو تعدل أو يتغيّر مفهومها في أي معاهدة أو اتفاق سياسي من أي نوع، حتى لو وقعت على ذلك جهات تمثل الفلسطينيين أو تدعى أنها تمثلهم. لأنه حق شخصي، لا يسقط أبداً، إلا إذا وقع كل شخص بنفسه وبملء أرادته على إسقاط هذا الحق عن نفسه فقط.
حق العودة حق جماعي أيضاً باجتماع الحقوق الشخصية الفردية وبالاعتماد على حق تقرير المصير الذي أكدته الأمم المتحدة لكل الشعوب عام 1946، وخصت به الفلسطينيين عام 1969 وجعلته حقاً غير قابل للتصرف للفلسطينيين في قرار 3236 عام 1974. كل اتفاق على إسقاط حق غير قابل للتصرف؟ باطل قانوناً، وتنص المادة الثانية من معاهدة جنيف الرابعة لعام 1949 على أن أي اتفاق بين القوة المحتلة والشعب المحتل أو ممثليه باطلة قانوناً، إذا أسقطت حقوقه.
كان القرار 194 يتعامل مع قضية اللاجئين كقضية إنسانية فقط. لكن هذا التوجه تغير عام 1970. ففي قرار الأمم المتحدة رقم 2649 الصادر في 30/11/1970 اتجهت الأمم المتحدة إلى معالجة مشكاة الفلسطينيين كمشكلة لاجئين ولكن أيضاً، ولأول مرة، تعاملت معه كشعب له حق قانوني ثابت في تقرير مصيره، فجاء في عنوان القرار: «إدانة إنكار حق تقرير المصير خصوصاً لشعوب جنوب إفريقيا وفلسطين». واعترفت الجمعية العامة بقرارها رقم 2672 لشعب فلسطين (وليس للاجئين الفلسطينيين) بحق تقرير المصير. وطلبت مرة أخرى من إسرائيل اتخاذ خطوات فورية لإعادة المشرّدين. وقد ورد بوضوح في القسم (ج) من هذا القرار:
" 1- تعترف لشعب فلسطين بالتساوي في الحقوق وبحق تقرير المصير وفقاً لميثاق الأمم المتحدة.
2- وتعلن أن الاحترام التام للحقوق الثابتة لشعب فلسطين هو عنصر لا غنى عنه في إقامة سلم عادل ودائم في الشرق الأوسط".
إذن، حق العودة للاجئين الفلسطينيين هو حق قانوني وسياسي وليس مجرد حق إنساني أو أخلاقي. وراحت الأمم المتحدة في كل عام تؤكد على حق عودة اللاجئين إلى «ديارهم وأملاكهم التي شرّدوا عنها واقتلعوا منها»، وتبدي قلقها لعدم إحراز تقدم في الموضوع.

## مكان العودة
عودة اللاجئ تتم فقط بعودته إلى نفس المكان الذي طرد منه أو غادره لأي سبب هو أو أبواه أو أجداده، وقد نصت المذكرة التفسيرية لقرار 194 على ذلك بوضوح. وبدون ذلك يبقى اللاجئ لاجئاً حسب القانون الدولي إلى أن يعود إلى بيته نفسه. ولذلك فإن اللاجئ من الفالوجة لا يعتبر عائداً إذا سمح له بالاستقرار في الخليل، ولا اللاجئ من حيفا إذا عاد إلى نابلس، ولا اللاجئ من الناصرة إذا عاد إلى جنين، ومعلوم أن في فلسطين المحتلة عام 1948 حوالي ربع مليون لاجئ يحملون الجنسية (الإسرائيلية) وهم قانوناً لاجئون لهم الحق في العودة إلى ديارهم، رغم أن بعضهم يعيش اليوم على بعد 2كم من بيته الأصلي، إن مقدار المسافة بين اللاجئ المنفي ووطنه الأصلي لا يسقط حقه في العودة أبداً، سواء أكان لاجئاً في فلسطين 1948 أم في فلسطين التاريخية، أم في أحد البلاد العربية والأجنبية.

## اللاجئون بعد أوسلو
كانت الريبة والشك من اتفاقية أوسلو كبيرين لدى أوساط اللاجئين الفلسطينيين، الذين رؤوا فيها تنكراً جديداً لوضع نهاية عادلة لمشكلتهم، خاصة بعد وضعها في قائمة القضايا المؤجلة للحل الدائم، ورؤوا كذلك، أن إسرائيل تخلق وقائع جديدة على الأرض للحيلولة دون تنفيذ ما اتفق عليه في حده الأدنى.
ومما زاد من ريبة اللاجئين وخوفهم هو الخطاب الفلسطيني الرسمي بعد اتفاقية أوسلو، وخاصة بعد عودة جزء من القيادة الفلسطينية وأنصارها من المنافي إلى جزء من أراضي قطاع غزة والضفة الغربية، حيث خلا الخطاب الرسمي الفلسطيني من أي ذكر، لا بالتلميح ولا بالتصريح، لقضية اللاجئين الفلسطينيين، فاعتقد البعض أن هذه القضية لم تكن عفوية، فانتقدها بشدة. ولعل ذلك ساهم في خلق قيادات للاجئين الفلسطينيين تنادي بأن يأخذ اللاجئون زمام قضيتهم بأيديهم، وأن يعملوا على إيجاد أجسام وأطر خاصة بهم في الداخل والخارج، تعبّر عن طموحهم وآمالهم وتمسكهم بحقهم الأبدي في العودة إلى ديارهم. لقد رأى اللاجئون بأمهات أعينهم كيف أن مؤسسات منظمة التحرير تنهار الواحدة بعد الأخرى، وأن هناك بديلاً جاهز لهذه المؤسسات، ولم يعد مبرراً كيف ذابت مؤسسات المنظمة في السلطة الوطنية الناشئة، التي تقيدها اتفاقيات ظالمة، تخص جزءاً من الشعب الفلسطيني وليس كله.
رغم كل ما يعتري هذا التوجه من مخاطر، إلاّ أن قيادات اللاجئين زادت من اللقاءات الإقليمية والمحلية بهدف البحث عن آلية مناسبة لتوحيد أطرهم، أو على أقل تقدير صياغة خطاب سياسي موحد، يلتف حوله الجميع، ويستند إلى أن حق العودة مقدس، لا يجوز المساس به أو التنازل عنه أو التفريط أو الإنابة، بل هو حق فردي وجماعي تتوارثه الأجيال، ولا يسقط بالتقادم.

## النازحون
احتلت إسرائيل بقية أراضي فلسطين- القدس والضفة الغربية وقطاع غزة – في حرب حزيران 1967 (حرب الأيام الستة).
بلغ عدد الفلسطينيين الذين هجّروا من الضفة الغربية بعد حرب 1967 حوالي 410 آلاف فلسطيني. أطلق على هؤلاء المهجّرين اسم «النازحين». هكذا أصبح اللاجيء الفلسطيني هو من هجّر عام 1948 والنازح الفلسطيني هو من هجّر عام 1967. بعد ممارسة شتى الضغوط الدولية على إسرائيل وافقت أن تسمح لعدد صغير من هؤلاء بالعودة. قام 176 ألف من النازحين بملء الطلبات التي أعدتها منظمة الصليب الأحمر الدولية. ولكن إسرائيل لم تسمح إلاّ بعودة 14 ألفاً منهم. وبالتالي أصبح وضع هؤلاء النازحين الذين حرموا من حق العودة مماثلاً لوضع اللاجئين الأوائل من الشعب الفلسطيني، رغم اختلاف التسمية.

## اللجان الرسمية الخاصة باللاجئين
للتدليل على حصة هذا التوجه، فإن المتتبع لمواقف وبيانات الأطر الرسمية الفلسطينية وبخاصة لجان المجلسين الوطني والتشريعي للاجئين ودائرة شؤون اللاجئين، يجد تقارباً في الموقف بينها وبين مواقف قيادات ومؤسسات اللاجئين في الداخل والخارج، ويجد تعارضاً كبيراً بين موقف هؤلاء مجتمعين وموقف بعض المسؤولين في السلطة الوطنية، الذين يمثلون مناصب وزارية رفيعة أو مواقع مسؤولة في سلم الهرم القيادي للسلطة.
لأن اللجان الرسمية آنفة الذكر، لا حول لها ولا قوة، وبعضها لم يجتمع منذ عدة سنوات ولو مرة واحدة، وبعضها الآخر ضعيف، أو مشغول في تحسين البنية التحتية للمخيمات في الداخل، ولم يعد للاجئين في الخارج من يتحدث باسمهم، أو يستمع لمشاكلهم، أو يعالج قضاياهم، فإن الريبة قد ازدادت أكثر لدى هؤلاء الذين يشكّلون الغالبية العظمى من الشعب الفلسطيني، والذين تم نسيانهم في مخيمات اللجوء في الخارج، يعانون من قهر الزمن وذكريات الماضي، ومن جور الواقع الذي يعيشونه هناك، وسوء المعيشة والوضع الاقتصادي. وهم يتطلعون إلى العودة إلى ديارهم التي أجبروا على تركها بعد حرب عام 1948.

## ائتلاف حق العودة
بعد اتفاقية أوسلو نشط اللاجئون في التعبير عن أنفسهم، وتأطير مؤسساتهم، فظهر الكثير من المؤسسات واللجان والاتحادات والمراكز والجمعيات الخاصة باللاجئين، والهدف المشترك لها هو الحفاظ على قضية اللاجئين، وإبقاؤها حيّة في أذهان الأجيال القادمة، وإبراز خطاب حق العودة في جميع أدبياتها، والتحذير من المساس بحقوق اللاجئين، ومن هذه المؤسسات والتجمعات نذكر التالي:
1. لجنة الدفاع عن حقوق اللاجئين الفلسطينيين: تشكلت في عام 1994 في الضفة الغربية، ومجال عملها في الداخل والخارج، وصدر عنها الكثير من النشرات والبيانات والمواقف الجريئة والداعية إلى رفض أي تنازل عن حق العودة، كما صدر عنها وثيقة شرف عائلية «عائدون»، وانبثق عنها مركز يافا الثقافي.
2. المركز الفلسطيني لحقوق المواطنة واللاجئين «بديل» ومقره في بيت لحم، وهو مركز متخصص في إصدار الدراسات حول حقوق اللاجئين والتعريف بها. ويقيم شبكة علاقات واسعة مع مؤسسات دولية ومحلية تعنى بشؤون اللاجئين.
3. اتحادات مراكز الشباب الاجتماعي: ومقره مخيم قلنديا، وهو عبارة عن تجمع لمراكز الشباب في الضفة الغربية.
4. اتحاد مراكز النشاط النسائي: ومقره مخيم الأمعري، وهو عبارة عن تجمع لمراكز النشاط النسائي في الضفة الغربية.
5. اتحاد اللجان الشعبية للخدمات: ومقره غزة، وهو عبارة عن تجمع للجان الشعبية للخدمات ويديره مكتب تنفيذي.
6. اللجنة العليا للدفاع عن حق العودة: ومقرها الأردن، وهي تضم في عضويتها عضواً عن كل حزب من أحزاب المعارضة الأردنية، بالإضافة إلى فعاليات شعبية وشخصيات وطنية وممثلين عن العاملين في «الأنروا».
7. جمعية الدفاع عن حقوق المهجّرين داخل الخط الأخضر، وهي تعني بشؤون المهجّرين الذين تركوا قراهم الأصلية ولم يستطيعوا العودة إليها حتى الآن، رغم وجودهم في الداخل ويبلغ عددهم حوالي ربع مليون لاجئ.
8. مجموعة عائدون في سوريا.
9. مجموعة عائدون في لبنان.
10. ائتلاف حق العودة في أوروبا.
11. ائتلاف حق العودة في أمريكا.

وهناك الكثير من الجمعيات الخيرية الخاصة بأهالي القرى والمدن التي طُردوا منها عام 1948، والتي تلعب دوراً مهماً في إظهار قضية اللاجئين.

## اللقاء التنسيقي الأول في قبرص
بدعوة من المركز الفلسطيني لحقوق المواطنة واللاجئين «بديل» عقد اللقاء التنسيقي الأول للاتحادات الشعبية ولجان حق العودة في كل من فلسطين المحتلة عام 48، والضفة الغربية وقطاع غزة، وسوريا ولبنان، والأردن، وأوروبا وأمريكا، في الفترة الممتدة من 6 – 10 /10/2000م في قبرص، ونوقشت خلال اللقاء الكثير من أوراق العمل، وتمّ الإعلان عن ميلاد ائتلاف حق العودة ليشكّل «لوبي» شعبي ضاغط باتجاه إحقاق الحقوق الوطنية الفلسطينية غير القابلة للتصرف.
واستمر الائتلاف في عقد لقاءاته بشكل سنوي، حيث عقد اللقاء الثاني سنة 2001 في العاصمة البلجيكية بروكسل، واللقاء الثالث في العاصمة الدنماركية كوبنهاغن سنة 2002، وبسبب الحصار والإغلاق لم يتمكن ممثلو الضفة الغربية وقطاع غزة من المشاركة في العامين الماضيين.

## وصلات خارجية
- الائتلاف الفلسطيني لحق العودة
- اللاجئون الفلسطينيون ورغبة العودة إلى الوطن..مناقشة على يوتيوب(فيديو) الحرة، 16 مايو 2011